# Eremisca afganica
Eremisca afganica là một loài ruồi trong họ Asilidae. Eremisca afganica được Lehr miêu tả năm 1975.